# Festival du film de Turin
Pour les articles homonymes, voir TFF.
Le Festival du film de Turin ou TFF (pour Torino Film Festival) est l'un des principaux festivals cinématographiques en Italie. Il a été créé en 1982.

## Historique
Durant l'année 1981, l'adjoint à la Jeunesse de la commune de Turin, Fiorenzo Alfieri, demande à un groupe de représentants de cinéclubs turinois et à des universitaires de préparer une grande exposition cinématographique qui devrait se tenir annuellement dans la VILLE. L'invitation fut acceptée, entre autres, par Gianni Rondolino, Gianni Vattimo et Ansano Giannarelli, enseignants à l'université de Turin, Alberto Barbera, président de la section turinoise de l'AIACE, ainsi que Roberto Turigliatto er Stefano Della Casa, jeunes critiques cinématographiques. Cette équipe créa ainsi une nouvelle manifestation destinée à un vaste public avec pour objectif d'explorer les multiples thématiques de l'art cinématographique de la jeunesse.
C'est ainsi que nait en 1982, dans la capitale du Piémont, une manifestation qui prend le nom de « Festival international du film pour les jeunes » dans le but de sonder l'univers des jeunes grâce au langage audiovisuel et en même temps pour orienter idéalement le nouveau festival vers la recherche du « nouveau cinéma » international qui vingt ans auparavant avait donné naissance à une autre manifestation historique du panorama cinématographique italien, la « Mostra di Pesaro. » C'est pour cela que les premières éditions du festival de Turin dédient d'importantes rétrospectives aux courants cinématographiques des années 1960.

## Torino Film Festival

### Meilleur film
- 1998 : Il volo dell'ape (Parvaz-e zanbur) (Tadjikistan) de Jamshed Usmonov et Min Biong Hun
- 1999 : Le Trône de la mort (Marana Simhasanam) (UK-Inde) de Murali Nair
- 2000 : George Washington (USA) de David Gordon Green
- 2001 : Mein Stern (Autriche-Allemagne) de Valeska Grisebach
- 2002 : Satin rouge (France-Tunisie) de Raja Amari
- 2003 : La Fin du règne animal (France) de Joël Brisse
- 2004 : Los muertos (Argentine) de Lisandro Alonso
- 2005 : ex æquo
  - Di tomba in tomba (Odgrobadogroba) (Slovénie) de Jan Cvitkovič 
  - Utsukushiki tennen (Japon) de Takushi Tsubokawa
- 2006 : Honor de cavallería (Espagne) d'Albert Serra
- 2007 : Garage (Irlande) de Lenny Abrahamson
- 2008 : Tony Manero (Chili/Brésil) de Pablo Larraín
- 2009 : La bocca del lupo (Italie) de Pietro Marcello
- 2010 : Winter's Bone (Un gelido inverno) (USA) de Debra Granik
- 2011 : Either Way (Á Annan Veg) (Islande) de Hafsteinn Gunnar Sigurðsson
- 2012 : Shell (Royaume-Uni) de Scott Graham
- 2013 : Club Sandwich (Mexique) de Fernando Eimbcke
- 2014 : Mange tes morts (France, 2014) de Jean-Charles Hue
- 2015 : Keeper (Belgique/Suisse/France, 2015) de Guillaume Senez
- 2016 : The Donor de Zang Qiwu
- 2017 : Don't Forget Me de Ram Nehari
- 2018 : Wildlife : Une saison ardente de Paul Dano
- 2019 : Un jour si blanc (Islande, 2019) de Hlynur Pálmason
- 2020 : Botox (Iran) de Kaveh Mazaheri
- 2021 : Between Two Dawns (İki Şafak Arasında) (Turquie, Roumanie) de Selman Nacar
- 2022 : Palm Trees and Power Lines (États-Unis) de Jamie Dack

## Torino International Festival of Young Cinema

### Prix Cipputi
- 1997 : Peter Cattaneo pour The Full Monty - Le Grand Jeu (The Full Monty)[N 1]